# Goffontaine
Goffontaine (wallon : Gofôtène) est un hameau de la commune belge de Pepinster situé en Région wallonne dans la province de Liège.
Il se trouve dans la vallée de la Vesdre. Avant la fusion des communes, il faisait partie de la commune de Cornesse.

## Transport
La gare de Goffontaine, fermée depuis 1984, avait été mise en service en 1887 à proximité du pont ferroviaire sur la Vesdre.

## Curiosités
Gué romain sur la Vesdre.